# Emma Turolla
Emma Turolla (Torino, 1858. szeptember 7. – Milánó, 1943. június 6.) olasz opera-énekesnő (szoprán), énektanár.

## Élete
Szülei is operaénekesek voltak. Daniele Antoniettinél tanult énekelni. 1878-ban Tbilisziben debütált Rossini Szemiramiszának címszerepében. A következő években olasz operaházak mellett a Covent Gardenben is szerepelt.
Budapesten 1883. május 5-én lépett fel először Leonoraként Verdi Trubadúrjában a Nemzeti Színházban. Május 24-ig nyolcszor szerepelt, az ötödik előadás után kötöttek vele több előadásra szóló szerződést. 1883. szeptember 11. és december 29. között a megállapodás szerinti huszonegy este helyett harmincegyen szerepelt. November 5-én már a következő évben megnyíló Magyar Királyi Operaházba szerződtették, havi 4000 forint fellépti díjért. E fellépti díjak előadásonként voltak beosztva, s amely estéken nem énekelt, levonhatták, összes fellépti díjai egy évre 3600 forintot tettek ki. Budapesttől, 400 est után, 1887. január 20-án búcsúzott el a Sába királynője címszerepében. 1884 áprilisában és májusában a bécsi Udvari Operában hatszor lépett fel. Megkapta a kamaraénekesnői címet. Az 1913—14-i évadban ismét Budapesten működött, mint énektanárnő. Közben Buenos Airestől kezdve ismét a világ nagy színpadain szerepelt. Szentpétervárott férjhez ment. Ezután csak hangversenyeken énekelt.

## Szerepei
- Arrigo Boito: Mefistofele – Heléna, Margit
- Giovanni Bottesini: Nepál királynője – Mirca
- Alfredo Catalani: Dejanice – címszerep
- Gaetano Donizetti: Lucrezia Borgia – címszerep
- Gaetano Donizetti: Boleyn Anna – címszerep
- Goldmark Károly: Sába királynője – címszerep; Szulamit
- Antõnio Gomes: Tudor Mária – címszerep; Giovanna
- Charles Gounod: Faust – Margit
- Karl Grammann: Melusina – címszerep
- Jacques Fromental Halévy: A zsidónő – Rachel
- Luigi Mancinelli: Hero és Leander – Hero
- Jules Massenet: Lahore királya – Sitá; Kaled
- Giacomo Meyerbeer: A hugenották – Valentin
- Giacomo Meyerbeer: Az afrikai nő – Szelika
- Amilcare Ponchielli: La Gioconda – címszerep
- Gioachino Rossini: Szemiramisz – címszerep
- Sárosi Ferenc: Abencerage – Zorima
- Giuseppe Verdi: A trubadúr – Leonora
- Giuseppe Verdi: A végzet hatalma – Leonora di Vargas
- Giuseppe Verdi: Álarcosbál – Amelia
- Giuseppe Verdi: Aida – címszerep
- Giuseppe Verdi: Don Carlos – Valois Erzsébet
- Richard Wagner: Lohengrin – Brabanti Elza
- Carl Maria von Weber: A bűvös vadász – Agathe
- Norma
- Erzsébet (Tannhäuser)